# Escut de Figuerola del Camp
L'escut oficial de Figuerola del Camp té el següent blasonament:
Escut caironat: d'or, una fulla de figuera de sinople. Per timbre, una corona de poble.

## Història
Va ser aprovat el 16 de gener del 2009 i publicat al DOGC el 3 de febrer del mateix any.
La fulla de figuera és el senyal parlant propi i tradicional d'aquesta població com a mínim des del 1820 i fa referència al topònim de la localitat.